# Solimão de Marrocos
Solimão ou Soleimão (em árabe: سليمان بن محمد; romaniz.: Sulaymān bin Mohammed; Tafilete, 28 de junho de 1766  – Marraquexe, 28 de novembro de 1822) foi um mulei (em árabe: مولاي; mulay) e sultão de Marrocos de 1792 a 1822. Em seu reinado, houve relativa estabilidade interna, que só foi comprometida com as constantes disputas com tribos rebeldes e sua tendência em apoiar líderes sufistas. Foi sucedido por Abderramão (r. 1822–1859).